# Йожеф Хада
Йожеф Хада (угор. Háda József, нар. 2 березня 1911, Будапешт — пом. 11 січня 1994, там само) — угорський футболіст, що грав на позиції воротаря.
Виступав, зокрема, за клуб «Ференцварош», а також національну збірну Угорщини.

## Клубна кар'єра
На найвищому рівні дебютував 1930 року виступами за команду клубу «Ференцварош», кольори якої захищав до 1939 року. Зіграв у складі команди 289 матчів. Серед яких: 136 матчів у чемпіонаті, 13 матчів у кубку країни, 2 матчі у інших внутрішніх змаганнях, 42 матчі у Кубку Мітропи, 96 міжнародних товариських матчів, 7 матчів у складі змішаних з іншим клубом команд. 
Завершував кар'єру у столичному клубі «Гамма», де провів два сезони
Помер 11 січня 1994 року на 83-му році життя у місті Будапешт.

## Виступи за збірну
1932 року дебютував в офіційних матчах у складі національної збірної Угорщини. Протягом кар'єри у національній команді, яка тривала 7 років, провів у формі головної команди країни лише 16 матчів, пропустивши 23 голи.
У складі збірної був учасником чемпіонату світу 1934 року в Італії, чемпіонату світу 1938 року у Франції, де разом з командою здобув «срібло».
| Дата       | Місто              | Господарі      | Результат | Гості                   | Турнір                             | Голи | Примітки |
| ---------- | ------------------ | -------------- | --------- | ----------------------- | ---------------------------------- | ---- | -------- |
| 08/05/1932 | Будапешт           | Угорщина       | 1 – 1     | Італія                  | Кубок Центральної Європи 1931—1932 | −1   |          |
| 19/06/1932 | Берн               | Швейцарія      | 3 – 1     | Угорщина                | Кубок Центральної Європи 1931—1932 | −3   |          |
| 30/10/1932 | Будапешт           | Угорщина       | 2 – 1     | Німеччина               | товариський матч                   | −1   |          |
| 17/09/1933 | Будапешт           | Угорщина       | 3 – 0     | Швейцарія               | Кубок Центральної Європи 1933—1935 | -    |          |
| 01/10/1933 | Відень             | Австрія        | 2 – 2     | Угорщина                | товариський матч                   | −2   |          |
| 22/10/1933 | Будапешт           | Угорщина       | 0 – 1     | Італія                  | Кубок Центральної Європи 1933—1935 | −1   |          |
| 14/01/1934 | Франкфурт-на-Майні | Німеччина      | 3 – 1     | Угорщина                | товариський матч                   | -    |          |
| 25/03/1934 | Софія (місто)      | Болгарія       | 1 – 4     | Угорщина                | Відбір до ЧС 1934                  | -    | 71'      |
| 15/04/1934 | Відень             | Австрія        | 5 – 2     | Угорщина                | товариський матч                   | −5   |          |
| 29/04/1934 | Прага              | Чехословаччина | 2 – 2     | Угорщина                | Кубок Центральної Європи 1933—1935 | −2   |          |
| 10/05/1934 | Будапешт           | Угорщина       | 2 – 1     | Англія                  | товариський матч                   | −1   |          |
| 07/10/1934 | Будапешт           | Угорщина       | 3 – 1     | Австрія                 | Кубок Центральної Європи 1933—1935 | −1   |          |
| 16/12/1934 | Дублін             | Ірландія       | 2 – 4     | Угорщина                | товариський матч                   | −1   | 46'      |
| 20/03/1938 | Нюрнберг           | Німеччина      | 1 – 1     | Угорщина                | товариський матч                   | −1   |          |
| 25/03/1938 | Будапешт           | Угорщина       | 11 – 1    | Греція                  | Відбір до ЧС 1938                  | −1   |          |
| 05/06/1938 | Реймс              | Угорщина       | 6 – 0     | Нідерландська Ост-Індія | ЧС 1938 - 1/8 фіналу               | -    |          |
| Усього     |                    | Матчів         | 16        |                         | Голів                              | −23  |          |

## Титули і досягнення
Гравець
- Срібний призер чемпіонату світу: 1938
- Володар Кубка Мітропи:  1937
- Фіналіст Кубка Мітропи:  1935, 1938, 1939
- Чемпіон Угорщини: 1931–32, 1933–34, 1937–38
- Срібний призер Чемпіонату Угорщини: 1934–35, 1936–37, 1938–39
- Бронзовий призер Чемпіонату Угорщини: 1930–31, 1932–33, 1935–36
- Володар Кубка Угорщини: 1933, 1935
- Фіналіст Кубка Угорщини: 1931, 1932

Тренер
- Срібний призер Кубка африканських націй: 1959
- Бронзовий призер Кубка африканських націй: 1957